# Тодор Симов (волейболист)
Вижте пояснителната страница за други личности с името Тодор Симов.
Тодор Симов – Тошара е бивш български национален състезател и треньор по волейбол, както и състезател по скок на височина (лека атлетика).

## Биография
Играе в отборите по волейбол и водна топка, участва в състезания по лека атлетика – скок на височина. От 1942 г. учи в Търговската гимназия в София. След това завършва висше икономическо образование.
Баща на журналиста Ценко Симов и дядо на футболиста Тодор Симов – син на треньора по футбол в „Левски“ Любомир Симов и на волейболистката Румяна Златева.

### Състезателна кариера
Започва да тренира в „Рудничар“, Перник, преименуван впоследствие в „Миньор“. След това преминава в „ЦСКА“, „Славия“ и „Червено знаме“.
Участва в специално организирания голям турнир в София по повод 53-тата сесия на МОК (1957) на който се взема решение за включване на волейбола в олимпийските игри.
Като национален състезател спечелва бронз на световните първенства в Прага '49 и Москва '52, като на второто състезание е обявен и за най-добър разпределител. Същото признание получава и на световното в Париж '56, където българите се класират на 5-о място. Бронз от Европейското първенство 1954 – Букурещ.

### Треньор
- Треньор на националния отбор на Куба – жени и младежи – от 1968 г. до 1971 г.
- Треньор на националния отбор на България – мъже – 1971 – 1972 г.
- Треньор на националния отбор на Испания – жени – 1974 – 1978 г.
- Треньор на клубове в италианската Серия А и Серия Б 1982 – 1992 г.

## Титли и награди
- Бронзов медалист от първенството в Прага '49
- Бронзов медал от световното първенство в Москва '52
- Бронзов медал от европейското първенство Букурещ '55
- Избран за най-добър разпределител на световните първенства в Прага '49 и Москва '52
- Сребърен медал от републиканското първенство по скок на височина
- Носител на Орден „Стара планина“ – Първа степен за заслуги към Република България в областта на физическото възпитание и спорта[1]